# Sângeru
Sângeru – wieś w Rumunii, w okręgu Prahova, w gminie Sângeru. W 2011 roku liczyła 2483 mieszkańców.